# Уди Хърман
Удроу (Уди) Чарлс Хърман (на английски: Woodrow Charles "Woody" Herman)) е американски джаз кларинетист, алто и сопрано саксофонист, певец и водещ на биг бенд.
Ръководи няколко групи, наричани „Хърд“ и е сред най-популярните бенд лидери на 1930-те и 1940-те. Неговите бендове често свирят музика, която е нетипична за времето си. Изпълнява на полувремето за 7-ия Супербоул.